# فردریک و. لندر
فردریک و. لندر (انگلیسی: Frederick W. Lander; ۱۷ دسامبر ۱۸۲۱ – ۲ مارس ۱۸۶۲) فرد نظامی اهل ایالات متحده آمریکا بود.